# Голдвин, Сэмюэл
Сэ́мюэл Го́лдвин или Голдуин, имя при рождении — Шмуэ́ль Ге́лбфиш (англ. Samuel Goldwyn, пол. Szmuel Gelbfisz; 17 августа 1882, Варшава — 31 января 1974, Лос-Анджелес, Калифорния) — американский кинопродюсер российского происхождения. Участвовал в создании нескольких крупных голливудских киностудий, таких как «United Artists» и «Metro-Goldwyn-Mayer».

## Биография
Сэмюэл Голдвин, урождённый Шмуэль Гелбфиш (пол. Szmuel Gelbfisz), родился в июле 1879 года в Варшаве. По его собственным утверждениям дата его рождения приходилась на 27 августа 1882 года. Его родители Абрам и Ханна Гелбфиш были евреями-хасидами. В 1895 году, после смерти отца, он уехал в Гамбург, откуда в 1898 году сел на корабль в Бирмингем. Там он англизировал своё имя и стал именоваться Сэмюэл Голдфиш (англ. Samuel Goldfish).
В январе 1899 года он отплыл из Ливерпуля в США, где обосновался в штате Нью-Йорке. Вскоре он нашёл работу в компании по продаже перчаток «Elite Glove Company» в городе Гловерсвилль на севера штата. В 1910 году Голдфиш женился на Бланш Ласки, сестре артиста водевиля и продюсера Джесси Л. Ласки. После нескольких лет успешной работы в продажах, он с женой переехал в Нью-Йорк.
В 1913 году Голдфиш и брат его жены, Джесси Ласки решили вложить накопленные средства в производство фильма. В качестве режиссёра был приглашён Сесиль де Милль. Плодом их общих усилий был довольно успешный вестерн «Муж индианки» (1914). Голдфиш возглавил совет директоров учреждённой тремя компаньонами фирмы «Jesse Lasky Feature Photoplay Company». В 1916 году после слияния с компанией Адольфа Цукора был вытеснен из управления образованной при этом слиянии студии «Paramount Pictures».
В том же году Голдфиш основал с братьями Сельвин новую компанию Goldwyn Pictures. Название было сложено из их имён. В 1924 году, когда компания начинала съёмки легендарного фильма «Алчность», её выкупил Маркус Лов. Слияние компании Голдвина (к этому времени он в очередной раз сменил фамилию) с Metro Pictures Corporation дало начало студии Metro-Goldwyn-Mayer (MGM), которая продолжила использовать в качестве логотипа рычащего льва студии Голдвина. Несмотря на присутствие его имени в названии студии MGM, сам Голдвин в этой компании никогда не работал.
В 1923 году он основал Samuel Goldwyn Productions. Отныне его кредо было следующим: снимать по одному фильму за раз, но не скупиться на расходы и привлекать к съёмкам лучших профессионалов в своей сфере. Постоянными сотрудниками компании Голдвина становятся режиссёр Уильям Уайлер и сценарист Бен Хехт. Продукция компании поставлялась в кинотеатры под эгидой United Artists, с 1941 года — под маркой RKO Radio Pictures. В 1947 году Голдвину была вручена награда имени Ирвинга Тальберга. После холодного приёма мюзикла «Порги и Бесс» в 1959 году он объявил о завершении полувековой карьеры в кинобизнесе.
Внуками Сэмюэля Голдвина являются актёр Тони Голдвин и кинопродюсер Джон Голдвин.